# Dům U Obrazu Panny Marie
Dům U Obrazu Panny Marie, někdy zvaný také dům U obrázku Panny Marie, U sloupu Panny Marie nebo U válečků, je dům v Praze 1 na Malé Straně na adrese Na Kampě 514/9. Od roku 1964 je zapsán jako kulturní památka. Dekorativní štít domu opatřený balkonkem s mariánským obrazem patří k typickým pohledům z Karlova mostu na Kampu.

## Historie a popis
Původně renesanční dům byl postaven před rokem 1617. V roce 1648 za švédského obléhání Prahy bylo nábřeží v blízkosti Karlova mostu zpustošeno, ale dům zůstal částečně zachován. V roce 1657 ho koupili Jan Karel a jeho žena Dorota, kteří ho již v roce 1659 prodali Janu Jiřímu Karvinskému z Karviné. Mezi lety 1671–1730 byl dům barokně obnoven a rozšířen o západní křídlo, ze třetí čtvrtiny 18. století pochází další přestavba a nástavba podle projektu Josefa Zobela. 
V letech 1845 a 1846 advokát František Pelzl nechal přistavět severovýchodní nároží a vestavět schodiště. Přestavbu do nynější pozdně klasicistní podoby provedl stavitel Vojtěch Guder. Po povodni v roce 2002 musel být dům rekonstruován (výšku vody při povodních znázorňují tři značky na východní fasádě: nejvyšší – rok 2002, střední – rok 1784, nejnižší – rok 1890).

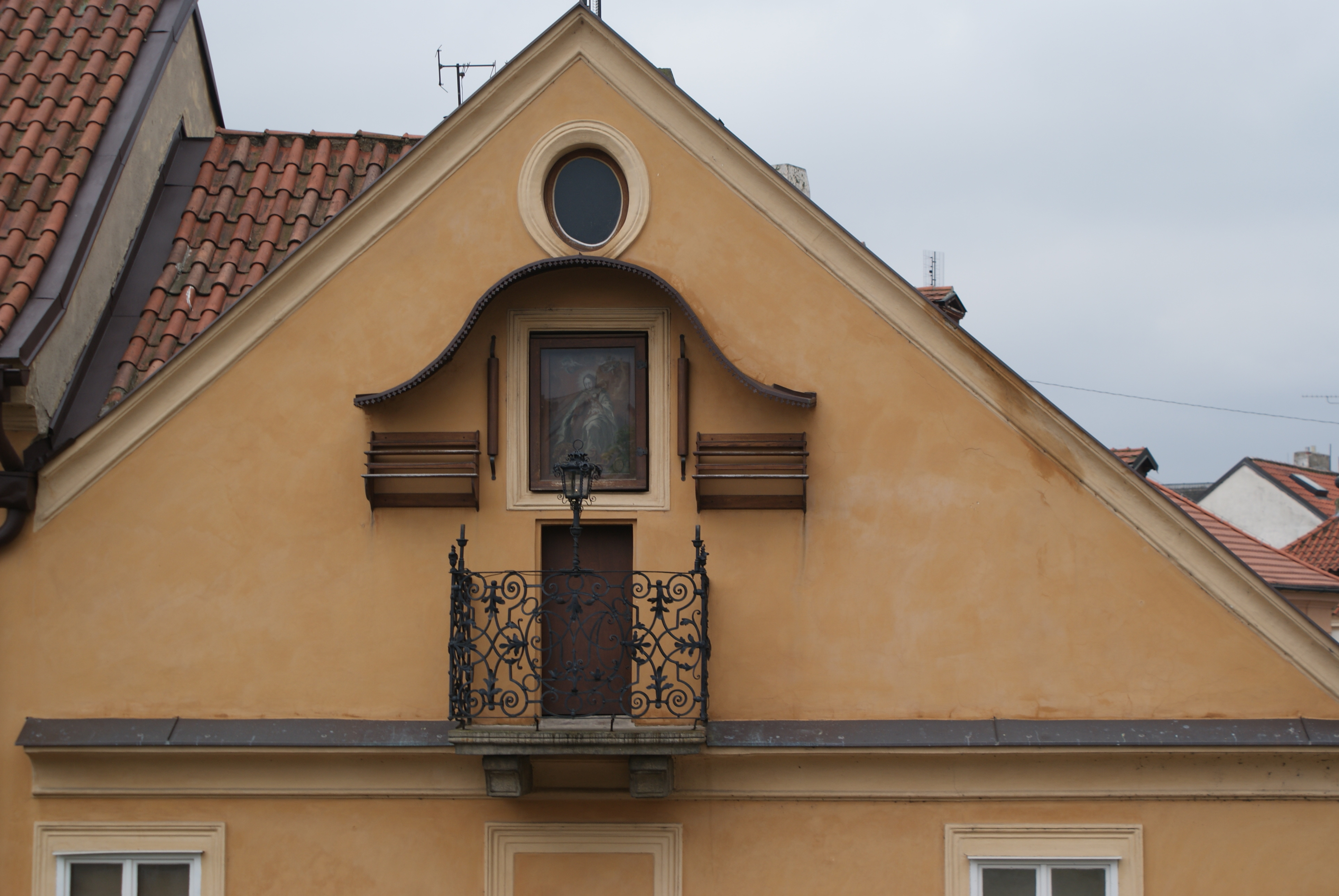
Balkon s mariánským obrazem a válečky

Nárožní dům stojí na lichoběžné parcele, je třípodlažní s uzavřenou čtyřkřídlou dispozicí. Jeho tři pozdně klasicistní průčelí ukončují severní cíp domovního bloku vymezeného na severu Karlovým mostem, na východní straně břehem Vltavy, na jihu Lichtenštejnským palácem a na západě náměstím Na Kampě.
Průčelí obrácené ke Karlovu mostu má nad korunní římsou ještě trojúhelný štít, ve kterém je balkonek s ornamentálním zábradlím s mariánským monogramem. Vstup na balkon je z půdy a nad ním je ve štukovém rámování mariánský obraz, po jehož stranách jsou zavěšeny válečky z ručního mandlu. Na straně k řece je mladší část domu, která má okna v odlišné výšce.
Domovní znamení U obrazu (někdy i U sloupu) Panny Marie je s domem spojováno již od roku 1653, U válečků v roce 1891.

## Příběhy spojené s domem
S domem je spojeno několik příběhů, z nichž některé patří mezi pražské legendy, některé jsou skutečně doložené:
- záchrana obrázku – za povodně roku 1784 tehdejší majitel domu František Pelzl s nasazením života zachránil obraz, který zahlédl v rozbouřených vlnách Vltavy na zbytcích nějaké chalupy, a umístil ho pak do štítu domu[3][5][6]
- příběh o mandlu – po stranách obrázku jsou zavěšeny válečky, ke kterým se váže pověst, že když byla v domě prádelna s mandlem, jedné z pradlen jménem Marie se ruce neopatrností dostaly mezi válce mandlu. V zoufalství zavolala svojí patronku; válce se od sebe oddálily a ruce vyvázly bez zranění. Na památku této události byly válečky umístěny vedle obrazu Panny Marie a na zábradlí bylo zažehnuto věčné světlo[3]
- podle jiné legendy kdysi žila na půdě nešťastná dívka Petruška, která se cítila osamělá a rozmlouvala alespoň s hvězdami; věčným světýlkem tu svítí její duše[5]
- v letech 1865–1870 tu sídlili tři umělci, bratři Petr, Čeněk a Karel Maixnerovi[3]
- malíř a ilustrátor Adolf Kašpar v tomto domě žil v letech 1903–1934; to připomíná v 1. patře na východní fasádě u Vltavy i pamětní deska, kterou vytvořil Josef Šejnost a byla osazena roku 1956[7]
- domovník Josef Rousek, který tu s rodinou bydlel také od roku 1903, měl na řece půjčovnu loděk; proslavil se jako zachránce lidí, kteří se ve Vltavě topili (v roce 1925 uváděl časopis Světozor 76 zachráněných)
- na balkonku jsou tři lucerničky. Před návštěvou Nikity Chruščova v roce 1961 se ale musely dvě odstranit, aby se na jejich místo mohly dát prapory[5]
- jedna poškozená lampička se po letech našla za trámem na půdě; tu třetí objevil náhodně v roce 2017 jeden z obyvatelů domu u kramáře až v Bradlecké Lhotě a v roce 2018 mohly být obě již opravené lampičky znovu umístěny na balkon[8][9]